# Pondowan
Pondowan is een bestuurslaag in het regentschap Pati van de provincie Midden-Java, Indonesië. Pondowan telt 3287 inwoners (volkstelling 2010).